# Sapopemba
Sapopemba est un district situé dans la partie sud-est de la zone est de la municipalité de São Paulo, au Brésil. Il a été créé par la loi de l'État nº 4.954, du 27/12/1985, après une demande soumise à l'Assemblée législative de São Paulo la même année.

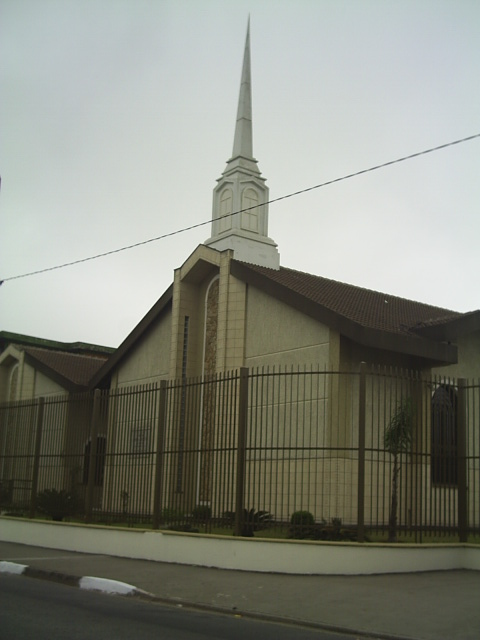
Église de Jésus-Christ des Saints des Derniers Jours sur l'Avenue Sapopemba

Quartiers de Sapopemba : Barreira Grande ; Jardim Colorado ; Jardim Barreira Grande ; Jardim Porteira Grande ; Vila Bancária ; Vila Primavera ; Conj. Hab. Vila Prudente ; Vila Júlio ; Vila Orlando ; Vila Nova ; Vila Ester ; Jardim Ana Rosa ; Vila Brasil ; Jardim Luzitano ; Vila Sirene ; Vila Virgínia ; Vila Tolstói ; Sapopemba ; Vila Fátima ; Jardim Soares ; Vila Luso Brasileira ; Jardim Clara Regina ; Parque São Lourenço ; Vila Guiomar ; Jardim Amaro ; Jardim Ângela ; Jardim Mimar ; Jardim Ivone ; Jardim Iguaçu ; Jardim Alzira ; Cohab Vila Flórida ; Jardim Iva ; Parque Bancário ; Jardim Grimaldi ; Jardim Dona Sinhá ; Jardim Paraguaçu ; Conj. Res. Jardim Centenário ; Parque Luís Mucciolo ; Vila União ; Vila Portuguesa ; Parque Lar Nacional ; Conj. Hab. Teotônio Vilela ; Jardim Sapopemba ; Jardim Planalto ; Parque Santa Madalena ; Jardim Elba ; Parque do Jardim Sapopemba (parte) ; Jardim Walquiria ; Vila Renato ; Jardim Adutora ; Vila Cardoso Franco ; Conj. Res. Sítio do Oratório ; Jardim São Roberto ; Conj.  Hab. Mascarenhas de Morais ; Fazenda da Juta ; Conj. Hab. Itaquera B2 ; Conj. Hab. Itaquera B3 ; Conj. Hab. do Juta.

## Toponyme
"Sapopemba" est un nom tupi qui signifie "racine anguleuse, avec protubérances", par la jonction des termes sapo ("racine") et pem ("angulaire, avec protubérances").

## Histoire
Il a été officiellement fondé le 26 juin 1910 et a été élevé au rang de district en 1985, lorsqu'il a été séparé de Vila Prudente. L'histoire de Sapopemba est vivante dans la mémoire de ses plus anciens habitants. Le premier nom donné à la région par les immigrants italiens était Monte Rosso, en raison de la terre rouge (rosso est un terme italien signifiant « rouge »), propice à l'agriculture et à la fabrication de tuiles et de briques. Puis vint le nom "Sapopemba", issu du sapopema, une espèce commune en Amazonie qui développe des racines jusqu'à deux mètres de haut autour de son tronc.
L'arbre se trouvait sur le même terrain où se trouve aujourd'hui une immense paneira. On ne sait pas pourquoi l'arbre qui a donné son nom au quartier a été abattu, toujours dans les années 1960, et l'autre conservé. Son terrain a abrité pendant des années, au mois de mai, un parc d'attractions qui faisait partie des festivités annuelles de l'église Nossa Senhora de Fátima et São Roque. Plus tard, le marché libre du dimanche a été transféré de l'Avenida Londres (actuelle Avenida Israel da Fonseca) à cet espace, puis pavé. Enfin, le marché municipal du quartier y a été construit, nommé Antonio Gomes en l'honneur d'un politicien du quartier, l'oncle de João Sanches Lazaro, un résident de longue date du quartier — qui rapporte, avec sa femme Antonina Rodrigues Lazaro, ces curiosités sur le quartier, où ils vivent depuis le milieu des années 1950.
Cependant, ce sont les Portugais qui ont été responsables de la colonisation du quartier, qui ont transformé les grandes étendues de terres fertiles en fermes pour planter des légumes. Américo Colaço Secco, habitant de la région depuis 1923, raconte que ses enfants aidaient toujours aux travaux des champs : « Tout ce que nous plantions était vendu au marché de la Rua da Cantareira, près du Parque Dom Pedro », rappelant l'époque où le l'endroit était tout en bois.
En 1950, la famille Guerreiro avait une grande importance dans la population du quartier, Raphael Guerreiro Garcia et Agustina Gomes Guerreiro, Espagnols d'Andalousie, avaient fait de grandes plantations dans une grande ferme appartenant à la famille, qui produisait des légumes, ainsi que dans la création d'animaux et avec leurs charrettes, ils ont commencé à livrer les dépenses mensuelles et c'est ainsi devenu une vente, peu après un marché qui a fourni les habitants d'Estrada de Sapopemba du tronçon de Vila Diva au tronçon de Vila Guarani. À ce jour, ses enfants et petits-enfants vivent dans la région.
José Annes est un autre résident qui a une histoire à raconter. Il raconte qu'en 1924, pendant les 28 jours de la Révolution, il fut expulsé de chez lui avec sa famille par l'artillerie de Rio et de Minas, et dut fuir dans des chars à bœufs. Selon Annes, l'agriculture a été introduite dans la région par des immigrants portugais. "Les gens qui vivaient ici vivaient en abattant les arbres qui existaient déjà et en vendant les fagots de bois de chauffage aux boulangeries de Belém", raconte-t-il.
L'événement le plus important de l'histoire de Sapopemba a été l'arrivée de l'image de Notre-Dame de Fátima, du Portugal en 1931. Commandée par João Alves Pereira, l'image n'a été publiée par les douanes qu'après qu'une commission de résidents ait payé trois contos de réis, une valeur que Pereira n'avait pas. "Chacun a donné ce qu'il a pu, mais chacun a contribué", raconte Secco, fils d'un des membres du groupe qui a payé les frais de douane.
Puis une grande procession emmena la statue du saint à Sapopemba. "Le groupe qui a porté l'image a quitté la Rua Padre Adelino, au quatrième arrêt et un autre a quitté l'église de São Roque, où se trouve aujourd'hui la paroisse de Nossa Senhora de Fátima et São Roque", dit Annes, se souvenant des moments qu'elle a vécus avec elle. seize ans. La rencontre des deux groupes a eu lieu dans la chapelle de Santa Cruz, sur l'Estrada da Barreira Grande.
Plus tard, à côté de l'ancienne église de São Roque, un sanctuaire a été construit pour l'image du saint.

## Culture

### Fête de Notre-Dame de Fatima
La fête traditionnelle de Notre-Dame de Fátima, célébrée en mai depuis 76 ans, était la date que Paulino da Silva réservait pour rendre visite à ses proches à Sapopemba. Vivant à São Paulo depuis 1957, date à laquelle il a quitté l'intérieur de São Paulo, Silva a décidé de s'installer dans la région en 1981. "J'ai toujours eu une grande sympathie pour le quartier", assure-t-il.
Hebe Camargo - Edivino José de Souza, de Minas Gerais, raconte qu'en raison de l'absence de tout type de transport public à Sapopemba, son déménagement dans la maison qu'il avait achetée dans le quartier en 1952 a dû attendre quelques années : "Je n'ai a déménagé en 1958 et, même alors, j'ai dû aller en camion pau-de-arara à Água Rasa, où je prenais le tram pour le centre-ville », dit-il.
Souza se souvient avec nostalgie des flirts à la porte de l'église. "Après la messe, les couples sortaient ensemble au Ciné Sapopemba ou allaient à 'la ville'", se souvient-il. Au centre, la destination était l'auditorium de Rádio Nacional. "On a regardé l'émission Hebe Camargo, à 20h, dimanche", révèle-t-il en souriant.
Le Cine Sapopemba, à son tour, était situé au coin de l'Avenue Sapopemba et de la Rua Tolstói de Carvalho, avec une entrée en face de la baie destinée à l'arrêt final de la ligne de bus 451-Sapopemba/Parque D. Pedro II, alors exploité par Companhia Auxiliar de Transportes Coletivos, dont le numéro a ensuite été changé en 3141 à la fin des années 1970, lorsque la ville de São Paulo a remodelé l'ensemble du système de transport par bus municipal. La ligne 3141 a ensuite été prolongée jusqu'au quartier de São Mateus. Avec la fermeture du cinéma, son bâtiment a été rénové pour abriter Banco Bamerindus (aujourd'hui HSBC), qui des années plus tôt avait ouvert la première succursale bancaire du quartier et des environs, au coin de l'Avenue Sapopemba et de la Rua Professor Vitor Miguel Romano.

### Carnaval
C'est le quartier des écoles de samba GRCES Combinados de Sapopemba et GRCES Tradição da Zona Leste. Malgré le développement du quartier, Sapopemba, quartier le plus proche de la périphérie est de la ville, bien qu'éloigné des quartiers périphériques, est un quartier horizontal de classes moyennes et petites classes moyennes. En raison de l'urbanisation de ses quartiers voisins atteignant son apogée, la région est la cible d'une forte spéculation immobilière, ce qui en fait l'un des mètres carrés les plus chers de la région.